# Colonne de la Trinité (Vienne-Landstrasse)
 (mai 2024).

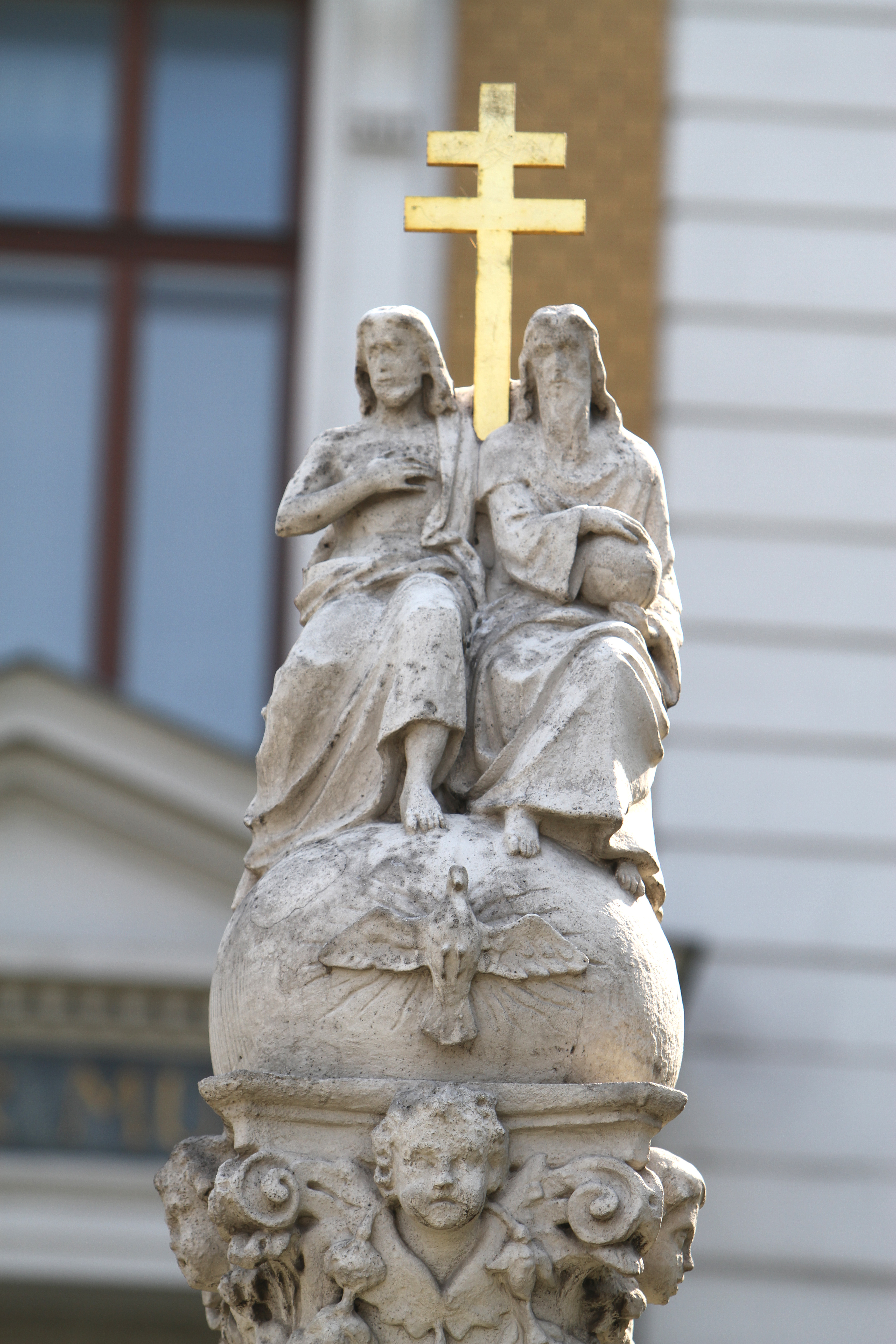
Vue détaillée

La colonne de la Trinité est une colonne commémorative baroque de Vienne, construite en mémoire d'une ancienne chapelle qui se dressait non loin de là. Elle est située dans le 3ème arrondissement de Vienne, Landstrasse. Il s'agit d'un bâtiment classé.

## Histoire
La colonne a été érigée en 1683, après le deuxième siège turc de Vienne, en souvenir de la chapelle de la Trinité à la périphérie de la banlieue de Weißgerber, qui a été détruite pendant le siège. En 1713, elle fut rénovée en remerciement de la fin d'une épidémie de peste. Dans le cadre de la construction du pont Radetzky sur la rivière Vienne, la colonne de la Trinité a été déplacée à son emplacement actuel en 1856.
La colonne de la Trinité a été rénovée en 1883, 1891, 1897 et 1903.

## Description
Le monument se compose d'une base, d'une colonne et d'un groupe de personnages au sommet. A la base se trouvent des volutes avec des couronnes des deux côtés.
La colonne possède un chapiteau richement décoré de têtes d'anges et de couronnes. Au-dessus se trouve un hémisphère symbolisant la Terre. La colombe du Saint-Esprit et les figures de Dieu le Père et de Jésus-Christ y sont représentées.